# Gałeczka rzeczna
Gałeczka rzeczna (Sphaerium rivicola) – gatunek słodkowodnego małża z rodziny kulkówkowatych (Sphaeriidae), występujący głównie w dużych rzekach nizinnych w Europie Środkowej. Gatunek uznany przez IUCN za narażony (VU), w Polsce objęty częściową ochroną gatunkową.

## Systematyka
Gatunek należy do rodziny kulkówkowatych (Sphaeridae), jest jednym z trzech przedstawicieli rodzaju Sphaerium występujących w Polsce. W Polsce znana pod nazwą zwyczajową: gałeczka rzeczna.
Opisany przez J-B. Lamarcka na podstawie okazu zebranego w Tamizie przez Leacha, epitet gatunkowy odnosi się do siedlisk rzecznych, w których spotykane są osobniki tego gatunku (łac. rivus, -i – potok, kanał; colo, colere, colui, cultum – zamieszkiwać).

## Występowanie
Gatunek występuje w Europie, od Rosji po Francję i Wielką Brytanię, z wyjątkiem obszarów górskich i Skandynawii, ma być także obecny w Zachodniej Syberii.
W Polsce stwierdzono jego występowanie w Wiśle, Odrze, Narwi, Warcie, Bugu, rzekach zlewiska Bałtyku, niektórych jeziorach oraz w Zalewie Szczecińskim i Zalewie Wiślanym.

## Budowa

### Cechy morfologiczne

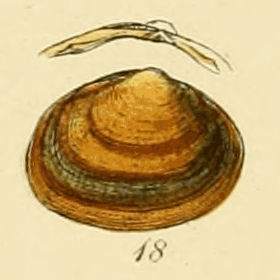
Ilustracja przedstawiająca kulkówkę rzeczną.

Muszla stosunkowo duża (największy przedstawiciel Sphaeriidae w Polsce) i stosunkowo mocna, delikatnie i równomiernie prążkowana, prążki stają się coraz mocniej zaznaczone w miarę wzrostu małża. Szczyty muszli szerokie i słabo wystające. Występuje polimorfizm barwy muszli: od żółtawej do oliwkowoszarej lub brązowawej, czasami miejscami bladożółtej lub z ciemniejszymi poprzecznymi wstawkami; muszla jest słabo połyskująca. Szczyty muszli położone na środku górnego brzegu, mało wystające. Ligamentum wypukłe, dobrze widoczne. Osobniki młodociane bardziej płaskie niż dorosłe, o słabo zaznaczonych szczytach muszli, równomiernie żółtawe. Zamek z płytą stosunkowo mocną, rowek ligamentum długi i szeroki, zęby boczne drobne. Ząb główny C3 haczykowato wygięty, zgrubiały w tylnej części, C2 i C4 krótkie i grube, skośnie względem siebie ustawione.
Wymiary muszli: długość 15–30 mm, wysokość 15–20 mm, szerokość 10–16 mm.
Ciało żółtawo szare lub brązowawe, skrzela brązowawe lub czerwonawe, syfony białawe, o równej długości.

## Biologia i ekologia

### Zajmowane siedliska
Występuje głównie w kanałach i dużych rzekach nizinnych, w mniejszym stopniu w małych rzekach i jeziorach, zbiornikach zaporowych oraz w zalewach bałtyckich.
Gatunek słodkowodny, toleruje zasolenie wody do 2‰. Zasiedla najczęściej dno mulisto-piaszczyste, w miejscach o umiarkowanej prędkości prądu wody, do głębokości 10 m. Jest stosunkowo wrażliwy na zanieczyszczenie wody, zaliczany do gatunków β-mezosaprobowych. Unika wód silnie zeutrofizowanych.

### Odżywianie
Filtrator, wykorzystujący skrzela do wyłapywania cząstek pokarmu z wody. Z odfiltrowanej zawiesiny do przewodu pokarmowego kierowane są bakterie, drobne jednokomórkowe glony, pierwotniaki, detrytus.

### Rozmnażanie
Gatunek hermafrodytyczny, jajożyworodny. Do rozrodu przystępuje wczesnym latem i późną jesienią. Jaja rozwijają się w torbach lęgowych w skrzelach rodziców, liczba potomstwa pojedynczego osobnika w ciągu całego jego życia wynosi średnio 16 osobników. Młode osobniki wydostające się z osobnika rodzicielskiego mają około 3–5 mm długości i są bardzo płaskie. Szybko rosną, osiągając jesienią długość 13–14 mm – przystępują wówczas do produkcji potomstwa. Uwalnianie młodych jest rozciągnięte w czasie, dlatego pokolenia mogą na siebie zachodzić. Długość życia osobnika wynosi około 2 lat. Rozwój osobniczy zostaje zahamowany, gdy temperatura wody spadnie poniżej 8ºC.

### Interakcje międzygatunkowe
Osobniki kulkówki rzecznej mogą być żywicielem pośrednim przywr m.in.: Bunodera luciopercae, Crepidostomum farionis, Echinostoma revolutum oraz Gorgodera cygnoides, Gorgodera pagenstecheri, Gorgodera asiatica. Osobniki gałeczki rzecznej mogą osiedlać się w koloniach gąbek słodkowodnych (Ephydatia fluviatilis, Spongilia lacustris). Gatunek wykorzystywany jako pokarm ryb.

## Zagrożenia i ochrona
Gatunek ustępujący z siedlisk w zachodniej i centralnej części zasięgu, gdzie spadek liczebności populacji szacowany jest na 50-90%. W związku z tym na Czerwonej Liście IUCN miał w 2015 roku status gatunku narażonego na wyginięcie (VU). W Polsce jest gatunkiem objętym częściową ochroną gatunkową.
Przyczyn zanikania populacji upatruje się w postępującym zanieczyszczeniu siedlisk i spadku koncentracji tlenu w wodzie, na które osobniki tego gatunku są wrażliwe. Do ustępowania tego gatunku przyczyniać się może także konkurencja ze strony inwazyjnego gatunku małża – korbikuli (Corbicula fluminea) – który rozprzestrzenia się w Europie w podobnych siedliskach, osiągając miejscami bardzo duże zagęszczenia.